# Fokker Dr.I
Fokker Dr.I byl německý jednomístný trojplošný stíhací letoun používaný v 1. světové válce. Jeho konstruktérem byl Reinhold Platz a vyráběl se v továrně Anthonyho Fokkera. Stal se jedním z nejznámějších letadel 1. světové války jako letoun Rudého barona, německého stíhacího esa Manfreda von Richthofen.

## Vývoj

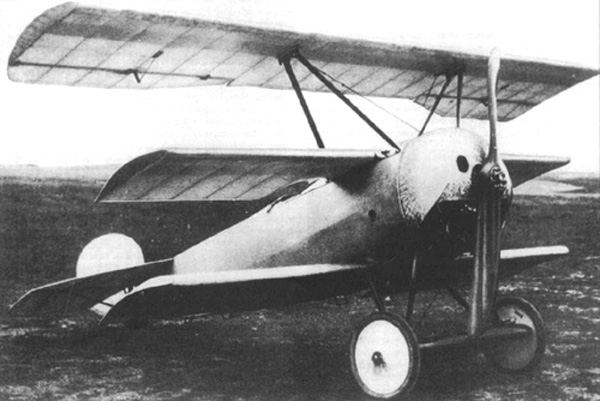
Prototyp V.4

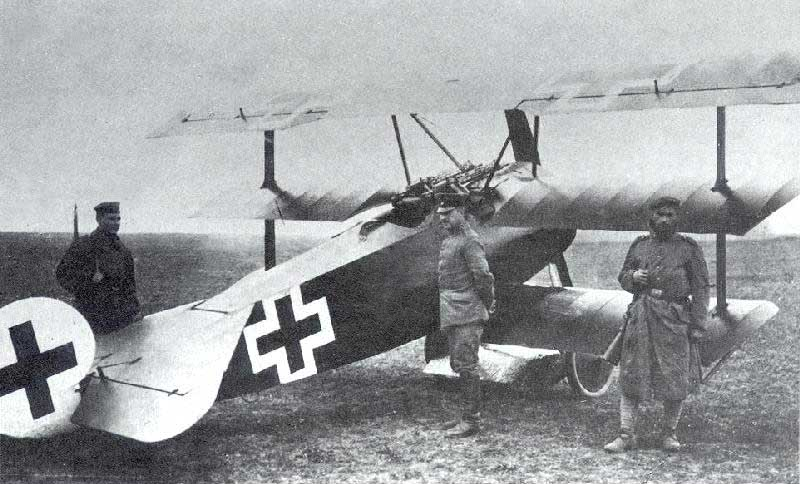
Fokker Dr.I

V dubnu roku 1917 představila Royal Naval Air Service (RNAS) svůj Sopwith Triplane. Nasazení tohoto letounu bylo překvapením a rychle prokázal své lepší kvality a převahu nad tehdejšími německými stíhačkami Albatros nebo Halberstadt. Brzy se tak němečtí piloti začali dožadovat vlastního trojplošníku. Ne méně než 11 německých výrobců letadel, včetně továren Albatros, Pfalz, AEG, DFW, Schütte-Lanz a Euler reagovalo s novým návrhem trojplošníku. Většina návrhů však zůstala ve vývojových fázích a realizace v limitované výrobní sérii se dočkal pouze typ Pfalz Dr. I.
Fokker byl tehdy ve svízelné situaci, nové dvouplošníky D.II a D.III se příliš nepovedly a proto se ihned chopil příležitosti. Rozhodl se zúročit zkušenosti z období spolupráce s Hugo Junkersem, který prosazoval samonosné celokovové konstrukce namísto lesa drátů hodně používaných při konstrukci tehdejších letadel. Na výzvu odpověděl typem V.4, malým trojplošníkem poháněným rotačním motorem, který měl rám trupu z ocelových trubek a silná dřevěná samonosná křídla. Dosavadní používané tenké profily křídel nahradil profilem o takové tloušťce, že dostatečně silná vnitřní konstrukce nepotřebovala vyztužení dráty. Fokker však shledal na typu V.4 několik nedostatků, zejména velké síly v řízení. Místo toho aby tento prototyp předložil k typovým testům, Fokker vyrobil nový upravený prototyp V.5. Nejpozoruhodnější změnou bylo rohové vyvážení křidélek a výškových kormidel, stejně jako větší rozpětí křídel. Letoun měl také aerodynamické vzpěry křídel, které sice nebyly důležité z pevnostního hlediska, nicméně minimalizovaly jejich prohýbání.
V.5 dokázal být velmi dobře manévrovatelný a o hodně lepší než prototypy nabídnuté jinými výrobci. Síly do řízení křidélek byly nízké, i když samotné křidélka ne moc efektivní. Řízení směrového a výškového kormidla bylo snadné a účinné. Rychlé zatáčky, především díky rotačnímu motoru doprava, byly usnadněny větší směrovou nestabilitou. Stoupání letounu bylo mimořádné, ale střemhlavý let pomalý a charakteristiky bezmotorového letu nevalné.
Po typových testech okamžitě následovala objednávka výroby. Prototyp V.5 byl záměrně zničen při statických testech a dva předsériové exempláře označené F.I byly armádě dodány v polovině srpna roku 1917. Byly to jediné dva stroje, které měly toto značení. Další stroje, které se začaly vyrábět od října téhož roku se již označovaly jako typ Dr.I.

## Na frontě

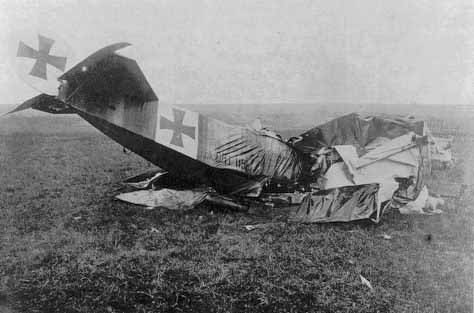
Havarovaný stroj Dr.I Heinricha Gontermanna (s. č. 115/17)

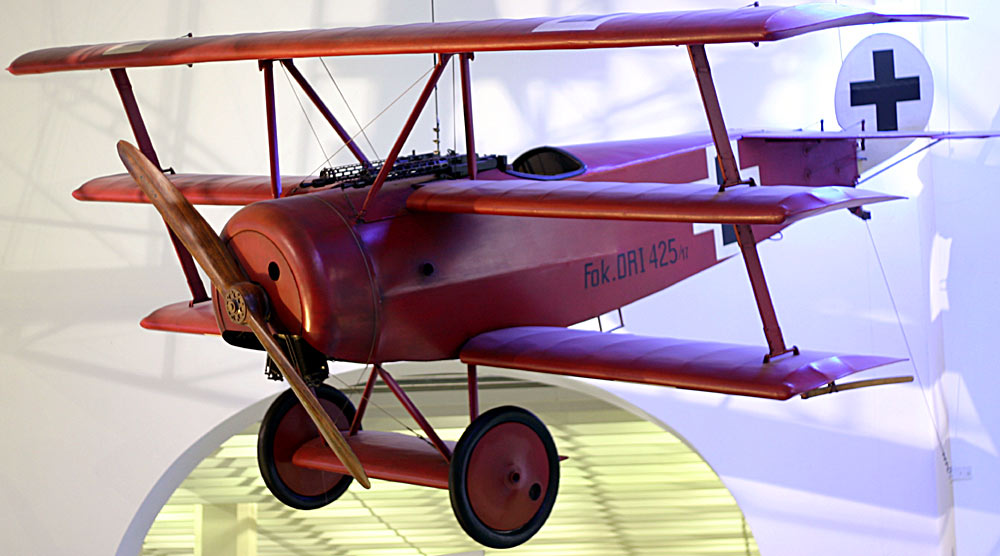
Fokker Dr.I, Deutsches Museum v Mnichově

Stroje F.I (výr. č. 1729, sér. č. 102/17 a 1730, 103/17) byly dodány 28. srpna 1917 do Marckebeeke u Courtrai v Belgii Jagdgeschwader I, kterou tvořily čtyři stíhací letky Jasta 4, 6, 10 a 11. Letoun 102/17 byl nejprve přidělen Rittmeisterovi Manfred von Richthofen, od 17. září stroj převzal velitel Jasta 11 nadporučík Kurt Wolff. Na 103/17 létalo další německé letecké eso, velitel Jasta 10 poručík Werner Voss.
První operační let na trojplošném Fokkeru provedl již 28. srpna navečer W. Voss, první sestřel na novém stroji zaznamenal 1. září M. v. Richthofen, kdy se jeho 60. obětí stal britský pozorovací R.E.8. Již 3. září Richthofen přidal své 61. vítězství, když jeho palba zasáhla britský Sopwith Pup, za jehož řízením seděl poručík A. F. Bird.
Za období, kdy byl 103/17 přidělen k Jasta 10, zaznamenal W. Voss 9 vítězství, některá z nich však na Albatrosech. Poslední 47. si připsal 11. září. Potom odletěl do Schwerinu ke zkouškám sériového Dr.I.
Trojplošník č. 102/17 byl sestřelen 15. září severně od Wervicq letouny Sopwith Camel 10. squadrony RNAS, když v kokpitu letounu seděl Kurt Wolff. Druhý stroj s č. 103/17, pilotovaný Wernerem Vossem, byl sestřelen 23. září, kdy si na své konto připsal 48. vítězství. Navečer v tento den se ve svém posledním vzdušném boji sám utkal se sedmi letouny Royal Aircraft Factory S.E.5a roje B 56. squadrony Royal Flying Corps. Voss zasáhl a poškodil všechny své soupeře včetně letounu britského esa majora Jamese T. B. McCuddena, nakonec však nedokázal uniknout střelám podporučíka A. P. F. Rhys-Davidse.
4. října 1917 byl na frontu odeslán prvý sériový Dr.I (115/17), který byl zařazen ke stíhací letce Jasta 15 pro jejího velitele poručíka Heinricha Gontermanna. Fokker dorazil 11. října v demontovaném stavu a už 12. října stál na letišti Jasta 15 v La Neuville, okrsku podléhajícím německé VII. pozemní armádě, připraven k letu. První let na něm vykonal z důvodu nemoci až 26. října.
Trojplošníky také předvedly typické nevýhody. Byly výrazně pomalejší než tehdejší nepřátelské stíhací letouny v letové hladině i ve střemhlavém letu. Byly podstatně pomalejší než tehdejší stíhačky Albatros nebo Pfalz, které měly původně nahradit. Díky motorům Oberursel UR.II s nízkým kompresním poměrem (kopie rotačního motoru Le Rhône 9J) klesal výkon ve vysokých výškách. Jak válka pokračovala, nedostatek ricinového oleje činil provoz rotačních motorů čím dál obtížnějším. Nízká kvalita německého náhradního maziva známého jako Voltol měla za důsledek časté selhání motoru, zejména během léta 1918.
30. října 1917 byli zabiti poručíci Heinrich Gontermann v La Neuville a 31. října Günter Pastor na stroji č. 121/17 od Jasta 11, když se horní nosná plocha jejich trojplošníků zhroutila za letu. Navíc sám Richthofen musel po poruše motoru nouzově přistát na stroji č. 114/17 a Dr.I musel být odepsán. Trojplošníky měly zákaz letu a bylo zahájeno vyšetřování příčiny. Idflieg usoudil, že výrobní vady, nekvalitní materiál a nedostatečná nepromokavost potahů měly za důsledek rozpadnutí žeber křídla a ulomení křidélek. Všechny dodané Dr.I se po skončení vyšetřování vrátily do továrny Fokker, kde byly na náklady firmy upraveny, včetně nově dokončených letounů. Jasta 11 se tak musela vrátit ke strojům Albatros D.V.

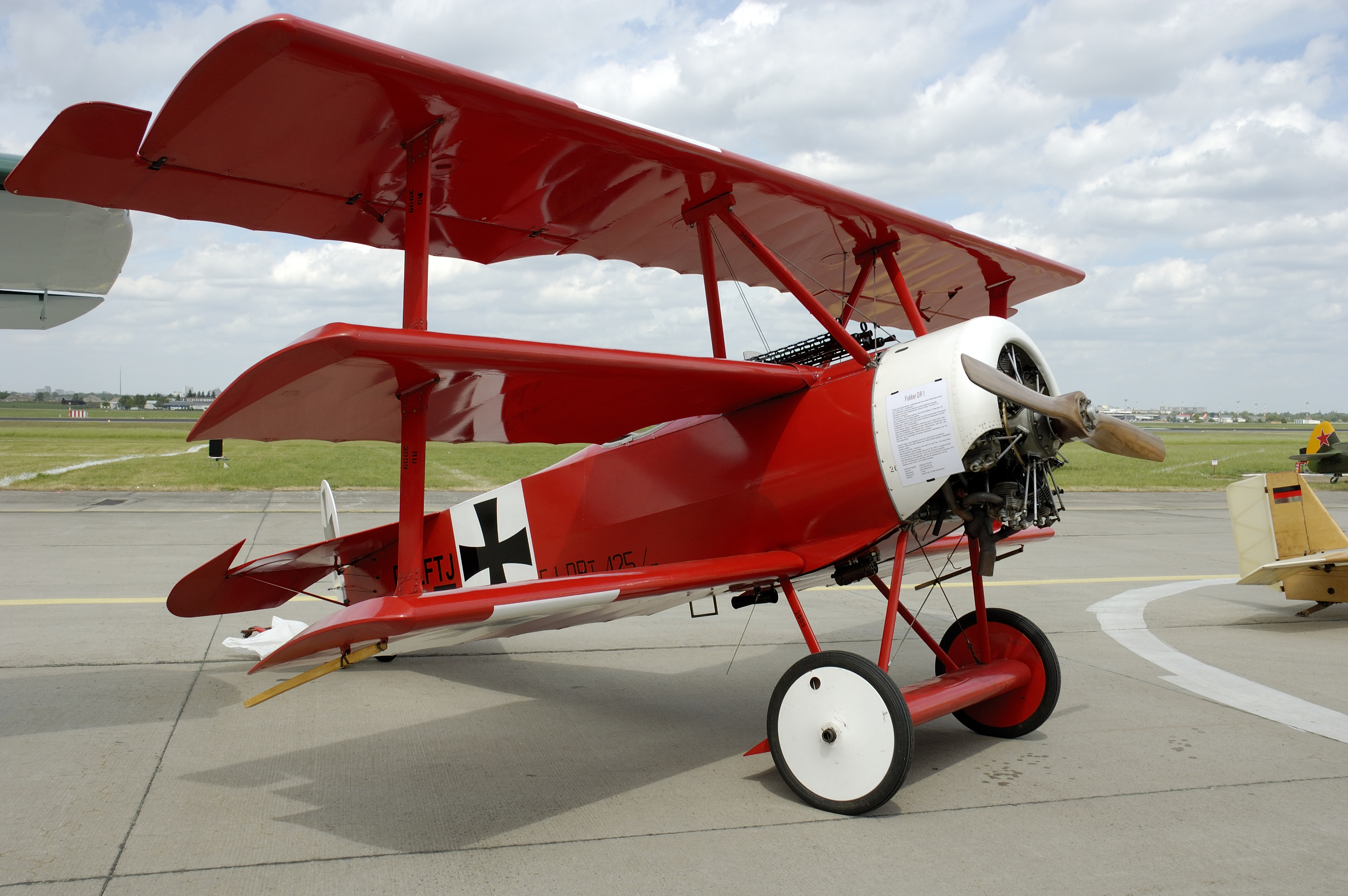
Replika Fokkeru Dr.I na výstavě ILA 2006

Zlepšením kvality kontroly výroby, obzvláště lakování nosníků a žeber křídel pro zamezení navlhnutí, byl problém do určité míry vyřešen. Idflieg umožnil návrat trojplošníků do služeb armády v listopadu 1917 a výroba byla obnovena na začátku prosince, ačkoli problémy s horním křídlem pokračovaly. Teprve 12. a 13. prosince 1917 bylo ze Schwerinu odesláno prvních 15 Dr.I s novými, zesílenými křídly (137/17, 139/17, 142/17 až 148/17, 150/17 až 154/17 a 156/17). Jasta 11 byla Dr.I vybavena začátkem ledna 1918, Jasta 6 brzy nato.
3. února 1918 po poruše náběžné hrany a přední části žeber nouzově přistál poručík Joachim Wolff od Jasta 11 na stroji č. 155/17. Téhož měsíce poddůstojník Hübner od Jasta 36 zjistil, že se zadní část horního křídla ohnula nahoru po celém rozpětí a odtržená žebra utrhla rovněž velkou část potahu. Pilot nakonec dokázal nouzově přistát přes hrozící zhroucení celého křídla.
13. března 1918 se vážně zranil velitel Jasta 11 Lothar von Richthofen po havárii při přistání poté, když se za letu zhroutilo horní křídlo jeho letounu č. 454/17.
Fokker byl opět donucen k další modifikaci horního křídla, ale už v polovině března se letounu kapitána W. Reinharda utrhla většina potahu horní nosné plochy.
Poválečné přezkoumání ukázalo, že nejen výrobní problémy byly důvodem samovolných mechanických poškození. V roce 1929 výzkum NACA prokázal, že horní křídlo neslo 2,55krát větší zatížení než křídlo pod ním, ačkoli byly dimenzovány na srovnatelné zatížení. K 20. dubnu 1918 přešla na Fokkery Dr.I stíhací letka Jasta 4.
Problémy s trojplošníkem měly za důsledek zrušení všech větších objednávek. Výroba byla ukončena v květnu 1918 když bylo vyrobeno celkem 320 kusů letadel. Jakmile byl do služeb letectva dodán typ Fokker D.VII, dosluhující trojplošníky byly předávány dalším letkám, nebo staženy z fronty a přeloženy k domácím obranným jednotkám či leteckým školám.
Když začala Jasta 6 a 11 zařazovat do své výzbroje Fokkery D.VII, předávala vyřazené Dr.I jednotce Jasta 5. Přestože u ní byly považovány za přechodnou výzbroj, užívala Dr.I s velkým úspěchem v květnu a červnu 1918. 4. srpna se Jasta 5, již téměř kompletně přezbrojená na Fokker D.VII, přemístila z Cappy do Moislains.
Bavorská Jasta 34b, které velel Robert von Greim, se základnou ve Foucaucourtu, převzala od JG I řadu trojplošných Fokkerů začátkem května 1918. Již 15. května však k útvaru přišly první D.VII, takže od začátku července měla Jasta 34b na stavu jen velmi málo Dr.I.
Jednotlivé kusy Dr.I sloužily u jednotek i po svém oficiálním vyřazení. Např. velitel letky Jasta 18 August Raben dokázal získat takový trojplošník pro své osobní užívání, v němž poměrně dlouho pokračoval.
Velitel Jasta 7 Josef Jacobs měl v osobním vlastnictví dokonce dva černě natřené Fokkery Dr.I. První (450/17) získal 28. února 1918, který užíval do 19. října, kdy byl stroj zničen při útoku Camelů na letiště Jasta 7. Náhradní trojplošník pak nesl číslo 470/17. Válku dokončil s 41 sestřely, z nichž většinu získal na Fokkeru Dr.I.
Dalšími stíhacími letkami, které měly ve výzbroji Dr.I byly Jasta 2, 12, 14, 19, 26 které velel poručík Fritz Lörzer, 27 a 32.

## Po válce
Jeden z trojplošníků č. 152/17 (W.Nr. 1864) Manfreda von Richthofen se stal ozdobou nového německého muzea v Berlíně. Během 2. světové války byl evakuován do Polska k úschově. Jeho následující osud je neznámý, ale předpokládá se, že byl zničen ke konci války. Do dnešního dne se nezachoval jediný autentický exemplář.

## Varianty
- V.4 – První výrobní prototyp
- V.5 – Vybaven motorem Goebel Goe.III o výkonu 118 kW
- V.6 – Větší verze s řadovým šestiválcovým motorem Mercedes D.III o výkonu 118 kW
- V.7 – Vybaven motorem Siemens & Halske Sh.III
- V.8 – Pětiplošník (tři nosné plochy blízko nosu, další dvě za kokpitem), varianta V.6
- V.10 – Vybaven motorem Oberursel UR.III

## Uživatelé
Německá říše
- Luftstreitkräfte

## Specifikace (Dr.I)

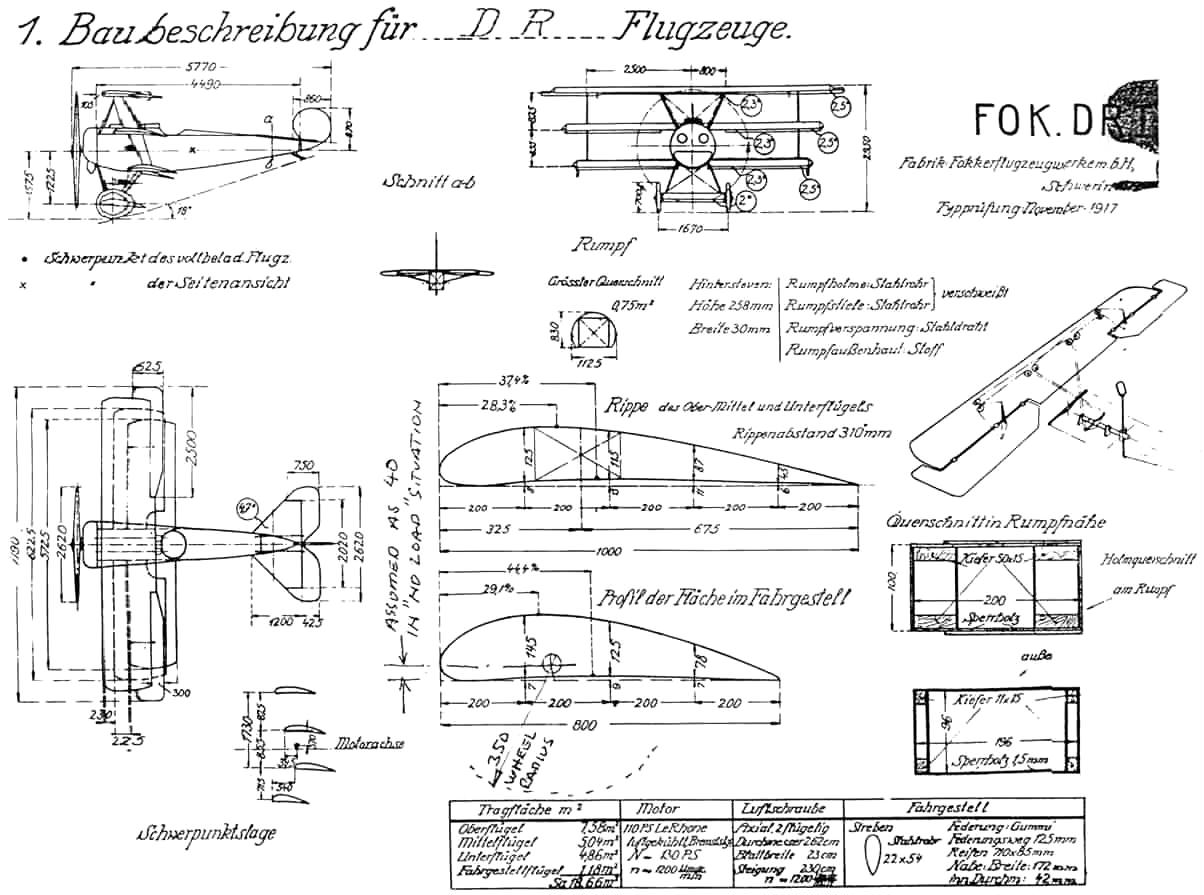
Vícepohledový plán Fokkeru Dr.I

### Technické údaje
- Posádka: 1 pilot
- Rozpětí: 7,12 m (horní křídlo), 6,23 m (střední křídlo), 5,7 m (dolní křídlo)
- Délka: 5,77 m
- Výška: 2,95 m
- Plocha křídel: 18,66 m²
- Plošné zatížení: kg/m²
- Prázdná hmotnost: 406 kg
- Vzletová hmotnost : 586 kg
- Pohonná jednotka: devítiválcový rotační motor Oberursel UR.II
- Výkon pohonné jednotky: 110 k (80,9 kW)

### Výkony
- Maximální rychlost: 185 km/h
- Pádová rychlost: 72 km/h
- Dolet: 300 km
- Dostup: 6100 m
- Stoupavost: 5,7 m/s
- Poměr výkon/hmotnost: kW/kg

### Výzbroj
- 2× synchronizovaný kulomet Spandau MG 08/15 ráže 7,92 mm, 500 nábojů na hlaveň

Byly namontovány nad motorem, náboje se nacházely na pásech umístěných v trupu letadla.